# Алва (Флорида)
Алва (енгл. Alva) насељено је место без административног статуса у америчкој савезној држави Флорида.

## Демографија
По попису из 2010. године број становника је 2.596, што је 414 (19,0%) становника више него 2000. године.
| Група             | 2000.         | 2010.         |
| Белци             | 2.077 (95,2%) | 2.455 (94,6%) |
| Афроамериканци    | 4 (0,2%)      | 9 (0,3%)      |
| Азијати           | 4 (0,2%)      | 13 (0,5%)     |
| Хиспаноамериканци | 63 (2,9%)     | 97 (3,7%)     |
| Укупно            | 2.182         | 2.596         |